# Devisenverkehrsbeschränkung

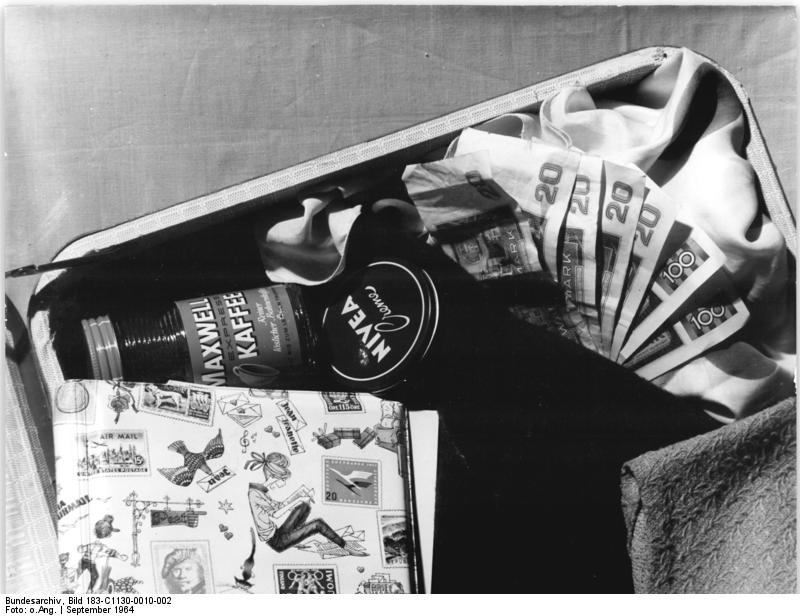
Propagandafoto der DDR: Devisenschmuggel

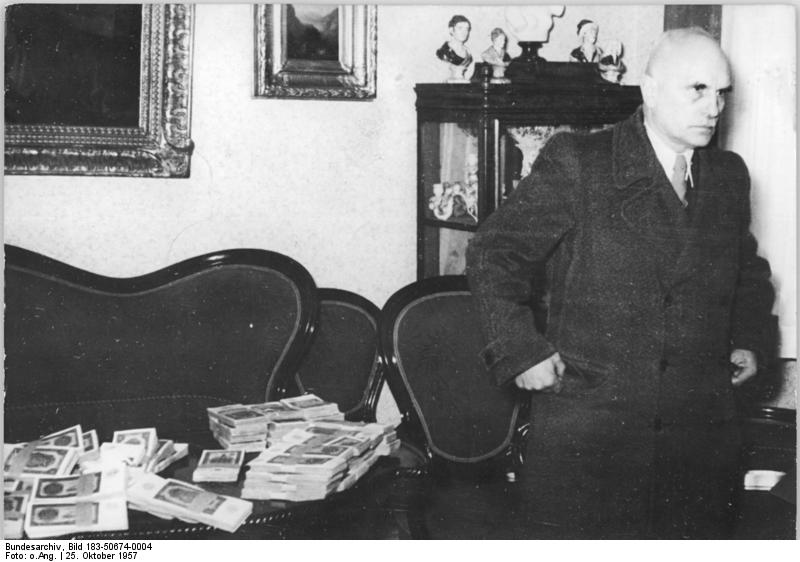
Propagandafoto der DDR: „Devisenschmuggel der evangelischen Kirche“

Devisenverkehrsbeschränkungen sind eine Devisenbewirtschaftung, bei der es den Wirtschaftssubjekten innerhalb eines Staates verboten ist oder nur eingeschränkt erlaubt wird, Devisen an Wirtschaftssubjekte anderer Staaten im Zahlungsverkehr mit dem Ausland zu übertragen. Es handelt sich um dirigistische Maßnahmen einer Regierung zur Rationierung der knappen Währungsreserven mit dem Ziel der Stabilisierung des Wechselkurses, der Herbeiführung eines Zahlungsbilanzausgleichs und außenwirtschaftlichen Gleichgewichts oder der Verhinderung von Währungsspekulationen.

## Allgemeines
Devisenverkehrsbeschränkungen erfordern eine zentrale staatliche Lenkung und Kontrolle des gesamten Außenhandels. Während die Devisenbewirtschaftung auf eine vollständige Lenkung des Außenwirtschaftsverkehrs abzielt, werden einzelne Maßnahmen als partielle Devisenbewirtschaftung oder Devisenverkehrsbeschränkung bezeichnet. Devisenverkehrsbeschränkungen führen meist zu einer Einschränkung oder Aufhebung der Konvertibilität der betroffenen Währung. Bezogen auf den Devisenmarkt sind Devisenverkehrsbeschränkungen eine Marktstörung.

## Begriffsumfang
Devisenbewirtschaftung im engeren Sinne liegt vor, wenn Deviseninländer (also inländische Unternehmen und Privatpersonen) zwar unmittelbar mit Devisenausländern außenwirtschaftliche Transaktionen abschließen dürfen, aber Devisenerwerb, -beschaffung oder -verwendung staatlicher Überprüfung unterliegen. Mit Devisenverkehrsbeschränkungen begrenzt eine Regierung die Geldmengen an inländischer und/oder in Fremdwährungen, die aus dem Ausland in das Land oder umgekehrt fließen dürfen und verbindet Verstöße hiergegen häufig mit strafrechtlichen Folgen. Diese Beschränkungen reichen in ihrem Umfang vom vollständigen Verbot des Geld- oder Kapitalverkehrs über die Genehmigungspflicht einzelner Tatbestände des Devisenverkehrs (partielle Beschränkungen). Dazu gehört die Beschränkung der Ein- oder Ausfuhr von Kapital oder die Möglichkeit, Inländern größere Zahlungsfreiheiten einzuräumen als Ausländern (Inländerkonvertibilität) oder umgekehrt (Ausländerkonvertibilität). Derartige Beschränkungen sind dirigistische Eingriffe in die freie Marktwirtschaft und geeignet, die freie Konvertibilität einer Währung zu begrenzen oder aufzuheben. Gründe sind allgemeiner Devisenmangel und/oder der Versuch, einen nicht marktgerechten Wechselkurs anzustreben oder aufrechtzuerhalten. Geringe Außenhandelselastizitäten sind eher die Folge als die Ursache der Devisenverkehrsbeschränkungen.

## Feste Wechselkurse
In einem Wechselkurssystem mit Festen Wechselkursen besteht grundsätzlich die Notwendigkeit, die festgelegten Wechselkurse gegen Marktschwankungen zu verteidigen. Hierzu nehmen die Notenbanken Devisenmarktinterventionen bei Erreichen der oberen oder unteren Interventionspunkte vor und verkaufen/kaufen die betreffenden Währungen, um mit Hilfe dieser Interventionen die festgelegten Wechselkurse wiederherzustellen. Wenn die Marktpreise von den festgelegten Währungskursen zu weit oder dauerhaft abweichen oder die Devisenreserven der handelnden Notenbanken nicht ausreichen, sind Devisenverkehrsbeschränkungen die einzige Möglichkeit, die festgelegten Wechselkurse zu erhalten.
Die Einfuhr fremder Sorten und die Ausfuhr eigener Sorten sowie von Edelmetallen – insbesondere Platin, Gold und Silber – wird in diesem Fall beschränkt und der Verstoß gegen diese Beschränkung als Devisenvergehen strafrechtlich verfolgt. Aus diesem Grund bestanden zu Zeiten des Goldstandards in allen Ländern gesetzliche Beschränkungen des Außenhandels mit Gold. Auch diese gesetzlichen Handelsbeschränkungen für Gold hatten den Zweck, den festgelegten Goldpreis von 35 US-Dollar pro Feinunze – ebenfalls ein fester Wechselkurs – zu stabilisieren; diese Handelsbeschränkungen mit Gold waren bereits eine frühe Form der Devisenverkehrsbeschränkung.

## Geschichte
Typisch sind Devisenverkehrsbeschränkungen für Schwachwährungsländer, weil diese in Einschränkungen des Devisenverkehrs ein angemessenes Werkzeug zur Sicherung ihrer Währung erblicken.
Devisenverkehrsbeschränkungen seit der Weltwirtschaftskrise
Viele Staaten, darunter Großbritannien, Frankreich und das Deutsche Reich führten seit der Weltwirtschaftskrise umfangreiche Devisenverkehrsbeschränkungen ein. Das Deutsche Reich begann 1932 unter der Regierung Brüning durch Notverordnungen den freien Verkehr mit Devisen, Sorten und Edelmetallen einzuschränken. Prägend war insbesondere die Notverordnung vom 1. August 1932. Mit der Durchführung der Verordnung war die Reichsbank und von ihr bestimmte Devisenfahndungsämter betraut. Ab 1938 wurden auch Devisenschutzkommandos eingesetzt. Siehe auch Registermark, Sperrmark und Tausend-Mark-Sperre.
Devisenverkehrsbeschränkungen im Ostblock
Alle Mitglieder des Rates für gegenseitige Wirtschaftshilfe („Ostblockstaaten“) hatten ab 1949 umfangreiche Beschränkungen des Geld- und Kapitalverkehrs eingeführt, um den freien Umtausch ihrer Währungen und darüber hinaus auch den Waren- und Kapitalverkehr zu begrenzen. Die sozialistischen Staaten Osteuropas wiesen bis zur Wende 1989 einen chronischen Devisenmangel auf. Da die Wechselkurse nicht verändert wurden, waren Devisenverkehrsbeschränkungen zur Verhinderung des Abflusses von Devisen die Folge. In den sozialistischen Ländern wurde der freie Umtausch der jeweiligen Währungen untersagt. Im Falle der DDR betrug der amtliche Währungskurs zwischen DM und Ostmark 1:1. Es entstand ein Schwarzmarkt, auf dem die Ostmark im Verhältnis von 5:1 zur DM gehandelt wurde. Das Gesetz zur Regelung des innerdeutschen Zahlungsverkehrs der DDR regelte die Devisenverkehrsbeschränkungen. Es wurde auch als Mittel der politischen Unterdrückung gegen Oppositionelle gehandhabt, denen der Besitz von Westmark als Straftat vorgeworfen wurde, die drakonische Strafen nach sich zog.
Auch der Zwangsumtausch war im Zusammenhang mit den bestehenden Devisenverkehrsbeschränkungen zu sehen. Die umgetauschte DDR-Mark durfte nicht ausgeführt und nicht in DM zurückgetauscht werden.
Devisenverkehrsbeschränkungen in anderen Staaten
Diese Beschränkungen waren dauerhaft angelegt, während andere Staaten auf den temporären Einsatz von Devisenverkehrsbeschränkungen zurückgegriffen hatten. Auch in Deutschland hat es Beschränkungen gegeben. Im Rahmen der Weltwirtschaftskrise wurden 1931 zunächst die Kapitalflucht und der Goldabfluss kontrolliert, nach dem Zweiten Weltkrieg bestand bis 1958 Ausländerkonvertibilität. Mit dem sogenannten Bardepotgesetz im Jahre 1972 wurde eine partielle und temporär angelegte Beschränkung des Kapitalverkehrs installiert.
Auch in den letzten Jahrzehnten werden Einschränkungen des Außenwirtschaftsverkehrs als wirksames Mittel angesehen. So wurden in Japan (1998) oder Thailand (2006) letzte, nur zeitlich begrenzte Devisenverkehrsbeschränkungen aufgehoben. Beschränkungen des internationalen Geld- und Kapitalverkehrs provozieren zu Umgehungstransaktionen, wie das Beispiel des Bardepots in Deutschland zeigt, weil die entsprechenden Gesetze nicht alle erdenklichen Sachverhalte regeln können und deshalb notwendig lückenhaft sind.

## Förderung des Welthandels
Devisenverkehrsbeschränkungen stellen bei freien Wechselkursen ein Handelshemmnis dar und widersprechen den Regelungen des Allgemeinen Zoll- und Handelsabkommen.
Devisenbewirtschaftungen bilden im internationalen Handel allgemein die Ausnahme. Ziel des Internationalen Währungsfonds ist unter anderem die Förderung des Welthandels, der auch der Aufrechterhaltung geordneter Wechselkursbeziehungen und dem Abbau von Devisenverkehrsbeschränkungen dient. Diesen Grundsatz übernimmt auch die Europäische Union, denn in Art. 63 Abs. 1 AEUV („Lissabon-Vertrag“) wird die Kapitalverkehrsfreiheit gleichlautend mit Art. 56 Abs. 1 EGV („Nizza-Vertrag“) wie folgt definiert: „Im Rahmen der Bestimmungen dieses Kapitels sind alle Beschränkungen des Kapitalverkehrs zwischen den EU-Mitgliedstaaten sowie zwischen den Mitgliedstaaten und dritten Ländern verboten.“ Diese Vorschrift wird als Pflicht zur Liberalisierung des Kapitalverkehrs interpretiert, also auch zur Deregulierung der Finanzmärkte verstanden. Eine Pflicht, die nicht nur innerhalb der EU, sondern auch gegenüber Drittstaaten gilt. Das Verbot betrifft mithin alle gesetzlichen Maßnahmen der EU-Mitgliedstaaten, die auf eine partielle oder totale Kapitalverkehrsbeschränkung innerhalb der EU und gegenüber Drittstaaten ausgerichtet sind. Handelsbeschränkungen – die nicht unmittelbar zu den Devisenbewirtschaftungen zu rechnen sind – können indes nicht unter diese Bestimmung subsumiert werden.

## Transferstopp
Der Transferstopp ist eine wesentliche Teilmaßnahme von Regierungen innerhalb der Devisenbewirtschaftung. Ein Transferstopp liegt vor, wenn es die Regierung (oder Zentralbank) wegen knapper oder fehlender Währungsreserven einem inländischen Schuldner ganz oder teilweise untersagt, Devisen in das Ausland zu transferieren. Aus Sicht des Gläubigers handelt es sich um ein Transferstopprisiko, das einen spezifischen Teil des Länderrisikos für ausländische Gläubiger darstellt. Das Transferstopprisiko ist ein limitierender Faktor beim Schuldendienst durch den Schuldner.
Dabei sind ausländische Gläubiger von Staatsregierungen oder von gebietsansässigen Schuldnern in diesen Ländern dem Transferstopprisiko ausgesetzt, wenn eine ausländische Regierung und/oder Zentralbank
- nicht in der Lage (wirtschaftliches Risiko) und/oder
- nicht willens (politisches Risiko)

ist, die zur Rückzahlung der Fremdwährungskrediten erforderlichen Devisen zu beschaffen oder vorhandene Devisen nicht zur Rückzahlung verwendet.
Das Transferstopprisiko betrifft in dieser Form zunächst einmal die Devisenverbindlichkeiten eines Staates oder seiner Gebietsansässigen, weil der Bestand an Devisen insbesondere in Schwachwährungsländern sehr begrenzt ist und durch Bedienung der Fremdwährungsverbindlichkeiten weiter aufgezehrt würde. Aber auch Verbindlichkeiten in eigener Landeswährung können vom Transferstopprisiko betroffen sein, obwohl zunächst davon ausgegangen werden sollte, dass ein Staat durch seine Zentralbank jederzeit unbegrenzt eigene Währungsvolumina schaffen kann („Gelddruckmaschine in Gang setzen“). Abgesehen von schädlichen inflationären und weiteren ökonomischen Folgen ist jedoch nicht auszuschließen, dass die Zentralbank hierzu nicht bereit ist, wodurch sich das politische Risiko materialisieren würde.
Folge ist, dass alle Forderungen gegen Staaten oder deren Gebietsansässige einem Transferstopprisiko ausgesetzt sind. Um dennoch Exporte in besonders von Transferstopprisiko oder allgemein von Devisenbewirtschaftung gefährdete Regionen zu ermöglichen, bieten Exportkreditversicherer eine Absicherung gegen derartige Risiken an.